# Military Police Corps

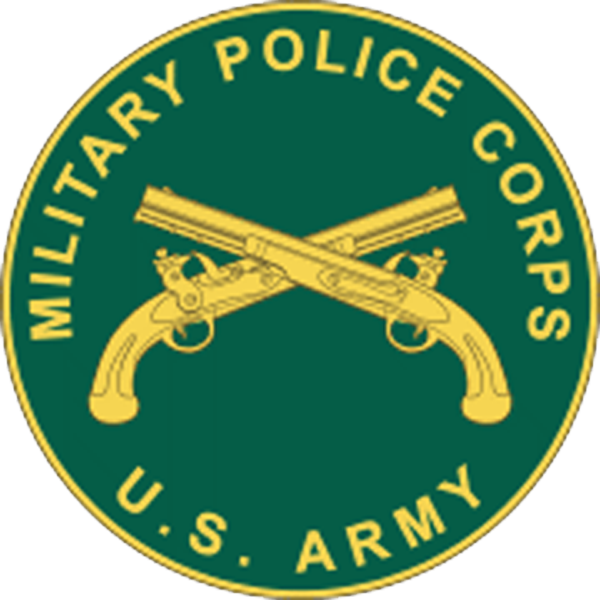
Insegne MP dell'US Army

Il Military Police Corps è il corpo di polizia militare all'interno delle forze armate degli Stati Uniti d'America.

## Organizzazione
Ogni corpo di ciascuna forza armata comprende anche un dipartimento di polizia civile, al quale si fa riferimento come  Department of Defense Police (DoD Police). Questi corpi di polizia dipendono da ciascuna Direzione per cui lavorano nell'ambito dello Dipartimento della difesa degli Stati Uniti (DoD), ad esempio: Polizia DoD Esercito o DoD Marina Militare.

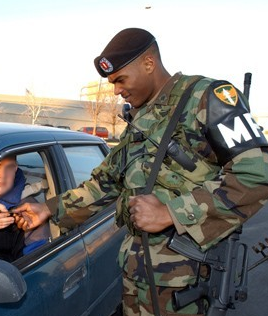
Un membro della MP

I componenti della polizia militare (MP d'ora innanzi) sono addestrati per garantire la sicurezza nella zona di competenza, generalmente con veicoli da pattugliamento, in particolare nei reparti di stanza in missioni all'estero. Essi sono addestrati anche nel trattamento dei prigionieri di guerra e di altri detenuti, con un addestramento speciale nel controllare, perquisire e trasportare i prigionieri nei luoghi di detenzione. Gli MP oltre che al controllo del rispetto del regolamento, possono anche essere utilizzati come agenti di custodia nei campi di detenzione, sebbene questo compito spetti normalmente agli Specialisti per Internamento/Recupero (Internment / Resettlement Specialists, MOS 31E), formalmente Specialisti per la reclusione (Corrections Specialists).
Il Defense Criminal Investigative Service (DCIS) è un'agenzia civile che risponde direttamente al DoD come la Pentagon Force Protection Agency (PFPA). La  United States Constabulary era una forza di gendarmeria per pattugliare e rendere sicure le Zone di occupazione sotto controllo statunitense in Germania, subito dopo la fine della seconda guerra mondiale.

## I corpi
1. Military Police Corps/Provost Marshal - United States Army (Corpo di Polizia Militare / Maresciallo Sovrintendente - Esercito degli Stati Uniti)
2. Military Police Corps/Provost Marshal Office- United States Marine Corps  (Ufficio del Maresciallo Sovrintendente - Corpo dei Marines)

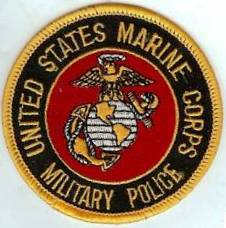
insegna della MP del Marine Corps

1. Masters-at-Arms (United States Navy) (Commissario di Bordo della Marina statunitense - Marina militare degli Stati Uniti d'America), con l'aiuto occasionale della Guardia Costiera
2. Air Force Security Forces - United States Air Force  (Forze di Sicurezza dell'Aeronautica Militare - Aeronautica Militare degli Stati Uniti) formalmente chiamata Security Police (Polizia di Sicurezza) e prima ancora Air Police (Polizia dell'Arma Aerea)

## Reparti investigativi
Le indagini penali nelle Forze Armate degli Stati Uniti vengono effettuate da agenzie separate:
1. United States Army Criminal Investigation Command (CID) (Comando dell'Esercito degli Stati Uniti per le indagini penali) - Esercito;
2. Naval Criminal Investigative Service (NCIS) (Servizio Navale Investigativo Penale) - Marina Militare e Corpo dei Marines;
3. Coast Guard Investigative Service (CGIS) (Servizio Investigativo della Guardia Costiera) - Guardia Costiera;
4. Air Force Office of Special Investigations (OSI) (Ufficio dell'Aeronautica Militare per le Indagini Speciali)- Aeronautica Militare.

## Limiti nel potere e nella giurisdizione
Agli MP degli Stati Uniti è fatto divieto di esercitare poteri riservati alle polizie di Stato ed agli ufficiali civili locali di polizia in base al posse comitatus act, una legge federale approvata nel 1878. Gli MP possono esercitare certi poteri limitati quali il blocco sulle vie di accesso e su altre di proprietà federali non necessariamente limitatamente solo entro i confini delle loro basi od installazioni militari. Il solo caso in cui gli MP sono autorizzati a far rispettare le leggi al di fuori dell'ambito militare è quello in cui sia in vigore la legge marziale. Insieme, la Legge del Comitato Posse e la Legge contro le insurrezioni pongono significativi limiti ai poteri presidenziali nell'uso delle forze armate per far rispettare la legge.
Il Posse Comitatus Act si applica specificamente all'Esercito degli Stati Uniti (e, per estensione, all'Aeronautica Militare, che divenne Forza armata indipendente da Servizio dell'Esercito in base al National Security Act del 1947. La Marina Militare ed il Corpo dei Marines non sono compresi fra i soggetti cui è dedicato il Posse Comitatus Act, ma il Dipartimento della Marina Militare (che è preposto ad entrambi i servizi) adottò tale legge come proprio regolamento.
La sola forza armata esente da tale legge è la Guardia Costiera degli Stati Uniti, dato che nei suoi compiti è compreso il dovere di imporre il rispetto dei codici di navigazione. Alle truppe della Guardia Nazionale sotto l'autorità degli stati e per la difesa dei medesimi, che prestano servizio sotto il Governatore dello stato di appartenenza, possono essere assegnati compiti di collaborazione.